# Стальник колючий
Ста́льник колю́чий (лат. Ononis spinosa) — типовой вид рода Стальник (Ononis) семейства Бобовые (Fabaceae). 

## Ботаническое описание

### Вегетативные органы
Полукустарник 10—80 см высотой, хамефит. Крепкие корни до 50 см длиной переходят в приподнимающиеся, деревянистые у основания колючие стебли. Зубчатые листья перисто-тройчатые, а на концах побегов листовая пластинка простая. Зубчатые прилистники, как правило, короче черешков. Колючки обычно располагаются парами.

### Генеративные органы
Цветки располагаются одиночно в пазухах листьев, так что они образуют умеренно густую кисть. Цветение с апреля по сентябрь. Каждый цветок 1—2,2 см длиной, красновато-розового или розовато-лилового цвета. Парус цветка слегка опушён в наружной стороны, с тёмными прожилками. Чашечка опушённая. Тычинок 10.
Плоды — вздутые бобы до 1 см длиной и 0,5 см шириной, также опушённые.

## Распространение и местообитание
Стальник колючий встречается по всей Европе на высотах до 1500 м над уровнем моря и не растёт в низинах и на высокогорьях. Они часто заполоняют сухие пастбища, вспаханные луга и запруды. Предпочитает бедные питательными веществами и богатые известью почвы. Эти колючие полукустарники часто вытесняют ценные кормовые травы, а их колючки ранят копыта коров.

## Экология
Как и большинство бобовых, стальник колючий вступает в симбиоз с азотфиксирующими бактериями Rhizobium, обитающими в корневых клубеньках растения и, таким образом, повышающими плодородие почвы. Помимо этого, стальник колючий вступает в симбиоз с грибами.
Опыление осуществляется насекомыми, в основном пчёлами. Цветки лишены нектара, однако вместо него имеют сладкую жидкость. Распространение плодов — зоохория и автохория.

## Особенности химического состава
Растение содержит эфирные масла, а также изофлавон биоханин А, формононетин и генистеин. Кроме того, в нём также содержатся таннин ононин и терпен α-оноцерин (оноколь).

## Подвиды
Выделяются следующие подвиды вида Ononis spinosa:
- Ononis spinosa subsp. antiquorum (L.) Briq.
- Ononis spinosa subsp. australis (Širj.) Greuter & Burdet
- Ononis spinosa subsp. austriaca (Beck) Gams
- Ononis spinosa subsp. hircina (Jacq.) Gams
- Ononis spinosa subsp. leiosperma (Boiss.) Sirj.[4]

## Хозяйственное значение и применение
В медицине нашли применение цельные или измельчённые корни стальника колючего. Они вызывают слабый диуретический эффект. Тем не менее, их применяют для очищения при инфекциях мочевыводящих путей, почечных заболеваниях и предотвращении образования почечных камней.
В народной медицине его также применяют для лечения подагры и ревматизма, однако эти применения не признаются традиционной медициной.